# Willie González
Wilberto González (Bayamón, 13 de mayo de 1958), más conocido como Willie González, es un político, militar y cantautor puertorriqueño de salsa romántica y sensual.

## Biografía
Sus comienzos en la música surgen cuando tenía 15 años, empezando a tocar el trombón y participando de esta manera en la Orquesta de Chamaco Rivera durante un tiempo. En 1982 se une a Eddie Santiago, otro cantante de los mismos géneros, ambos forman la denominada Orquesta Saragüey destacándose ellos como los cantantes principales, dicho grupo estuvo bajo la dirección de Willie González.
Más tarde se unen a otro conjunto musical llamado Conjunto Chaney, donde ambos destacaron con un tema que se posicionó en los primeros lugares de Puerto Rico.
En 1988 inicia formalmente su carrera como solista, acompañado de la Orquesta Noche Sensual, entrando en la línea erótica o sensual que predominaba para esa época. Lanza su primer producción discográfica ese mismo año denominada El Original y Único, vendiendo cerca de 100,000 copias. Continuando en la línea musical que proseguía, sacó producciones discográficas los siguientes años.
En 1989 gana un Disco de Platino gracias a su primer álbum.
También ha hecho numerosas presentaciones por diversos países de América, principalmente en México, Venezuela, Colombia, Panamá, Perú, Ecuador, República Dominicana y Estados Unidos, haciendo presentaciones también en Europa.
Algo que se destaca en Willie González es que se ha mantenido alejado de la drogadicción, mencionando que compañeros y amigos de él como Héctor Lavoe padecieran estas adicciones que le costarían la vida.
El 23 de diciembre del 2021, el salsero comunicó por su perfil personal de Instagram, que tras una operación en el mes de junio le fue extraído un tumor y quedó libre de cáncer.

## Discografía

### El Original y Único (1988)
1. En la Intimidad
2. Amor Pirata
3. No Es Casualidad
4. Dejame Saciarme de Ti
5. Quiero Morir En Tu Piel
6. Devuélveme
7. Hazme Olvidarla
8. Nuestro Amor Perfecto

### Sin Comparación (1989)
1. No Podrás Escapar de Mi
2. Seda
3. Ese Soy Yo
4. Soy Tu Amante
5. Amantes Cobardes
6. Te Quiero Estrenar
7. Vuelve
8. Cómo Se Queda

### Para Ustedes... El Público (1990)
1. Una Vez Más
2. Quiero Comenzar
3. Tómame Como Soy
4. Pensando En Ti
5. Doble Vida
6. He Vuelto
7. Enamorado de Ti
8. Para Quien Pierde el Camino

### Justo a Tiempo (1992)
1. Pequeñas Cosas
2. Siempre Provocando
3. Entre la Tierra y el Cielo
4. Si Supieras
5. Si Tú Fueras Mía
6. Porque No Estás Conmigo
7. Esa
8. Tanto Amor

### Grandes Éxitos Vol. 1 (1994)
1. En la Intimidad
2. No Podrás Escapar de Mi
3. Doble Vida
4. Cómo Se Queda
5. Pequeñas Cosas
6. Seda
7. No Es Casualidad
8. Enamorado de Ti
9. Quiero Morir en Tu Piel
10. Si Supieras

### Hacia Un Nuevo Camino (1995)
1. Pobre Tonto
2. Como Te Atreves
3. Quiero Recuperarte
4. Perdóname Amor
5. Enamorado de Ti Estoy
6. Dame Una Oportunidad
7. Tan Solo
8. Déjame Decirte

### Grandes Éxitos Vol. 2 (1998)
1. Amor Pirata
2. Hazme Olvidarla
3. Quiero Recuperarte
4. Pobre Tonto
5. He Vuelto
6. Amantes Cobardes
7. Esa
8. Enamorado de Ti Estoy
9. Devuélveme
10. Tan Solo

### Sensualmente... A Mi Estilo (2000)
1. Sensualmente Loco
2. No Puedo Estar Sin Ti
3. Convéncela
4. Tatuaje Eterno
5. No Me Dejes
6. Amor Audaz
7. Cómo Son las Cosas
8. Yo No Merezco
9. Amor, Pasión y Locura
10. Volvamos a Empezar

### Reencuentros (2003)
1. Por Esa Mujer (A dúo con Eddie Santiago)
2. Cuando Pienses En Mi
3. Eres Todo y Mucho Más
4. Recuerda Que Siempre Te Quiero
5. Solamente Ella (A dúo con Eddie Santiago)
6. Un Amor Como el Nuestro
7. Ámame Toda la Noche
8. Irremediablemente

### Lo Nuevo y lo Mejor - En Vivo (2006)
1. Ahora Soy Yo
2. No Es Casualidad
3. No Podrás Escapar de Mi
4. En la Intimidad
5. ¿Qué Estás Buscando?
6. Seda
7. Hazme Olvidarla
8. Si Supieras
9. Quiero Morir En Tu Piel
10. Pequeñas Cosas

### Clásicos En Vivo (2007)
1. No Es Casualidad
2. No Podrás Escapar de Mi
3. En la Intimidad
4. Seda
5. Pequeñas Cosas
6. Hazme Olvidarla
7. Enamorado de Ti
8. Si Supieras
9. Cómo Se Queda
10. Quiero Morir En Tu Piel

### Íntimo y Sensual (2008)
1. Cuando Se Quiere Perdonar
2. Solos Tú y Yo
3. Tú
4. Mi Mundo Tú
5. Entrégame Tus Besos
6. Abrázame
7. Quiero
8. Me Muero
9. ¿Qué Estás Buscando?

### Juré... (2010)
1. Juré
2. Entre la Tierra y el Cielo
3. Una Vez Más
4. Ahora Soy Yo
5. Quiero Comenzar
6. Tómame Como Soy
7. Mi Mundo Tú
8. ¿Qué Estás Buscando?
9. Doble Vida
10. Abrázame
11. Quiero
12. Esa
13. Cómo Se Queda
14. Para Quien Pierde el Camino
15. Tanto Amor

### Siempre Contigo (2013)
1. El Culpable
2. Ahora Que Te Vas
3. Como Tú Ninguna
4. Estoy Contigo
5. A Veces (feat. Jhon Felix Sánchez Panchano)
6. Completamente de Acuerdo
7. Juré
8. No Supe Amarte
9. Un Hombre Normal